# Glaphyra serra
Glaphyra serra är en skalbaggsart som beskrevs av Holzschuh 2006. Glaphyra serra ingår i släktet Glaphyra och familjen långhorningar. Inga underarter finns listade i Catalogue of Life.